# XCOM: Enemy Unknown
XCOM: Enemy Unknown (укр. XCOM: Ворог невідомий) — відеогра в жанрі покрокової тактики, римейк гри X-Com: UFO Defense, розроблена Firaxis Games з Feral Interactive і видана 2K Games з Feral Interactive 9 жовтня 2012 року для Microsoft Windows, PlayStation 3 і Xbox 360 у Північній Америці. В Європі та Австралії вихід відбувся 12 жовтня. Версія для Mac OS X була видана в квітні 2013 року, а в червні 2013 портована на iOS та Android. Також, для Linux гру було видано в червні 2014 року, а для PlayStation Vita в березні 2016 року.
Гравець виступає в ролі керівника надсекретного міжнародного проєкту XCOM, мета якого — запобігти загрозі з боку іншопланетян, що атакують Землю.

## Ігровий процес

Бій солдатів XCOM проти прибульців

### Основи
Гравець займається обороною Землі від іншопланетян, організованою вигаданим міжнародним проєктом XCOM. Проєкт підтримується 16-ма країнами, від імені ради яких говорить речник. Він дає гравцеві вказівки та поради і щомісяця надає звіт про результати оборони. Від того як успішно гравець підтримує країни-учасниці, залежить перебіг боротьби з іншопланетянами. Для цього слід розвивати базу проєкту, знищувати ворожі сили в покрокових боях і турбуватися про оснащення бійців. Упродовж вторгнення прибульців на Землі зростає рівень паніки, але зменшується від успішних дій гравця. Якщо в кінці місяця в країні-учасниці XCOM паніка висока, вона з високою ймовірністю покине проєкт. Коли понад вісім країн покидає проєкт, прибульці беруть XCOM під свій контроль, що означає поразку. Загіпнотизований речник оголошує конфлікт «непорозумінням» і здає планету загарбникам.
На початку гри пропонується обрати в якому регіоні буде розташовано базу, що дає в кожному випадку переваги в якійсь сфері. В інших регіонах, на відміну від оригінальної гри, розташовуються тільки авіаційні ангари, з яких вилітають оперативні групи. З центральної бази здійснюється керування вильотами на завдання, стеження за активністю прибульців, дослідження іншопланетян і переоснащення бійців.
Збереження прогресу відбувається між боями за бажанням гравця. Режим «Залізна людина» пропонує підвищену складність, де прогрес зберігається в єдиний файл і всі події стають необоротними.

### Управління базою
Гравець має в своєму розпорядженні таємну підземну базу, поділену на кілька частин. База включає центр управління польотами, оперативний центр, інженерний відділ, дослідницьку лабораторію, бараки і ангар. Утримання кожної частини і отримання нових бійців та оснащення вимагає коштів, які даються керівництвом XCOM щомісяця, отримуються як винагорода, або від продажу зразків.
У центрі управління польотами міститься голограма Землі, де гравець вказує куди відправити оперативні групи. В оперативному центрі відслідковується рівень паніки, запускаються спостережні супутники, розподіляються фінанси і здійснюється продаж зразків. В інженерному відділі, керованому доктором Шеном, розробляються нові види зброї та екіпіровки, замовляється будівництво. Дослідницька лабораторія, керована доктором Велен, досліджує добуті іншопланетні зразки та розробляє проєкти вдосконалень. Дослідження та вироблення предметів вимагає часу, коштів, і зразків. В бараках відбувається найм і оснащення бійців. Ангар слугує для розміщення транспортних і бойових літаків, керування їх польотами. Крім того гравець може добудувати додаткові відділи, що надають більші можливості. Їх утримання і розбудова вимагають коштів і енергії.
Захоплюючи живих прибульців, гравець відправляє їх на допити, щоразу отримуючи інформацію для розробки нових проєктів. Розтин трупів прибульця кожного виду дає одноразову винагороду у вигляді проєкту вдосконалення зброї чи екіпіровки.
Час від часу надходить сигнал про появу НЛО. Гравцеві пропонується збити його, використовуючи літаки, і в разі успіху стає доступною місія із зачищення місця падіння й захоплення технологій.

### Бої
На кожну операцію гравець може брати до 6-и бійців, які поділяються на 4 класи: штурмовики, важкі піхотинці, снайпери та солдати підтримки. Солдати різного класу по-різному озброєні та мають різні навички. І підконтрольні гравцеві і ворожі одиниці володіють запасом здоров'я, бронею, влучністю та волею. Сила атаки залежить від виданої зброї, здоров'я, броня і влучність визначаються бронею та званням бійця. Воля відображає стійкість до телепатичного контролю. Оснащення дає збільшення параметрів або додаткові можливості, такі як кинути гранату чи вилікувати союзника.
Поле бою являє собою природні та міські території, поділені на клітинки та рівні, за якими ведеться обрахунок дальності руху й пострілів. Бій відбувається покроково: гравець і ворог ходять по черзі. Гравець вказує куди переміститися, тип атаки (постріл, кидок гранати), спеціальні можливості, або наказує вартувати. В останньому разі боєць автоматично атакує ворога, щойно побачить його. Кожна бойова одиниця за один крок здатна виконати дві дії, наприклад, переміститися і вистрілити. Бійці мають обмежену дальність ходу в певну кількість клітинок. Нею можна знехтувати, здійснивши ривок далі, але втративши можливість виконати другу дію за поточний крок. Кожна атака має шанс невдачі (промах) і критичного влучання (збільшені ушкодження). Будучи оточеним або в разі різкої зміни обстановки, боєць може запанікувати і тимчасово вийти з-під контролю гравця. Тоді він самовільно переміщується, уникає бою або навпаки — безрозсудно атакує. Для перемоги гравець повинен виконати мету місії: зачистити територію від прибульців, врятувати цивільних, завадити вибуху бомби або супроводити до точки евакуації високопосадовця.
Результати оцінюються за кількістю вбитих прибульців і втрачених солдатів. Бійці, що знищили ворогів, отримують підвищення в званні та нові можливості. Поранені мусять впродовж кількох днів лікуватися перш, ніж повернутися у стрій. Трупи прибульців і їхні технології автоматично вирушають на базу. Програвши бій, гравець отримує штраф у вигляді зростання паніки, а втрачених солдатів мусить замінити новачками.

### Багатокористувацька гра
У багатокористувацькій грі двоє гравців змагаються між собою, керуючи загоном людей або прибульців. Кожен вид бійців має свою ціну в очках, що ефективніший, то дорожчий. На весь загін дається обмежена кількість очок. На кожен крок відводиться обмежений час. Можлива рейтингова гра (результати вносяться до рейтингової онлайн-таблиці, відбувається на випадковій карті з фіксованими параметрами), швидка гра (змагання без наслідків) і налаштовувана (обирається публічна або приватна гра, кількість очок, тривалість кроку і карта).

## Сюжет
У 2015 році в кількох регіонах Землі падають чужопланетні апарати, прибульці паралізують своїх жертв і викрадають їх. Створюється секретна міжнародна організація для боротьби з позаземною загрозою під назвою Extraterrestrial Combat unit (укр. Блок боротьби з іншопланетянами) — XCOM. На першому завданні гравець у ролі командира вчиться керувати бійцями і добуває цінні відомості. За це його призначають керівником бази XCOM.
Нападники утримуються від масштабної війни, натомість влаштовують точкові атаки на людські мегаполіси та викрадають людей. Дослідження захоплених трупів прибульців показують, що це представники різних біологічних видів, змінені генетично та імплантатами, або роботи. XCOM добуває іншопланетні технології, досліджуючи які розробляє нові обладунки, лазерну і плазмову зброю. Зі збитих НЛО збирається екзотичний хімічний елемент елерій, що стає джерелом енергії новітньої зброї та живить базу. Вдається захопити живих прибульців, допитавши яких дізнатися інформацію про розробки та розташування їхньої бази.
Під час штурму бази XCOM стикається з її командиром, наділеним псіонічними здібностями. Загін добуває артефакт, який дозволяє увійти до ворожих комунікацій і виявити замаскований НЛО. Збивши його, XCOM захоплює тіло представника керівного виду прибульців — Ефірного.
На низькій орбіті з'являється Храмовий корабель іншопланетян і спричиняє землетруси по планеті. Завдяки захопленим технологіям XCOM розвиває псіонічні здібності у своїх бійців. Найбільше потенціал розкривається у Добровольця, котрий вирушає із загоном на штурм Храмового корабля. Лідер вторгнення, Вищий Ефірний, розповідає свої мотиви: Ефірні шукають ідеальних істот для власних тіл, досконалих і тілесно і розумово. Інші види прибульців непідходящі, але люди володіють всіма можливостями аби стати кульмінацією експериментів прибульців. Загін перемагає лідера прибульців, однак той запускає процес формування чорної діри, що загрожує знищити всю планету. Доброволець спрямовує корабель у космос, де той вибухає. Вцілілі бійці XCOM повертаються на врятовану Землю.

## Доповнення
XCOM: Enemy Within (укр. XCOM: Ворог усередині) — доповнення, вперше видане для Windows 12 листопада 2013 року. Додає нові місцевості, види прибульців і можливість вдосконалювати бійців XCOM генетично та шляхом перетворення на кіборгів. Створення останніх вимагає іншопланетного ресурсу «злиття», який слід захоплювати під час боїв. Було введено фракцію EXALT, що протистоїть XCOM і навпаки не бореться з прибульцями, а всіляко допомагає їм у захопленні Землі. В Enemy Within з'явилися місії з оборони бази, втрата якої означає миттєву поразку, і визволення псіоніків для прийняття їх на службу.

## Модифікації
Незалежною студією Pavonis Interactive було створено модифікацію гри під назвою Long War, схвалену розробниками й видану у 2013 році. Long War значно розширює ігровий процес, робить боротьбу з прибульцями довшою, важчою та реалістичнішою. Зокрема, поразка настає при виході всіх країн-учасниць із проєкту, бійці мусять відпочивати після боїв, а розмір загону збільшено до 8-и чоловік, було додано нові можливості для солдатів, вдосконалення бази, впроваджено зношуваність зброї, прибульці отримали змогу мати численні власні бази, розвиватися, серед них з'явилися боси — лідери кожного виду.

## Оцінки й відгуки
| Агрегатор    | Оцінка                                              |
| ------------ | --------------------------------------------------- |
| GameRankings | (PC) 89% (X360) 88 % (PS3) 86 %                     |
| Metacritic   | (iOS) 91/100 (X360) 90/100 (PC) 89/100 (PS3) 89/100 |

| Видання                   | Оцінка |
| ------------------------- | ------ |
| Edge                      | 9/10   |
| Electronic Gaming Monthly | 9.5/10 |
| Eurogamer                 | 9/10   |
| G4                        | 4.5/5  |
| Game Informer             | 9.5/10 |
| GameSpot                  | 8.5/10 |
| GameSpy                   | [ 31 ] |
| GamesTM                   | 9/10   |
| GameTrailers              | 9.1/10 |
| IGN                       | 8.2/10 |
| VideoGamer.com            | 9/10   |

XCOM: Enemy Unknown отримала високі оцінки критиків і низку нагород. На агрегаторі Metacritic оцінки для різних платформ склали 89-91 балів зі 100, а на GameRankings — 86-89 %. Гра здобула нагороду «Гра року» від численних видань, зокрема The Guardian, Eurogamer, Action Trip, GameSpy, GameTrailers, GiantBomb, Kotaku.
У рецензії IGN було високо оцінено напружену атмосферу гри, темп кампанії, розвинену систему вдосконалень солдатів. Слабкими аспектами визначалися крута крива навчання та малий масштаб у тактичних боях. «Ви, як і раніше, захочете трохи більше глибини та несподіванок в тактичній грі, але кампанія сповнена напружених моментів, які, безумовно, повернуть вас за добавкою» — говорилося у висновку.
Також гра отримала похвалу від GameSpy: «…складність і випадковість робить Enemy Unknown надзвичайно реграбельною однокористувацькою грою. Особливо в поєднанні зі стартовими бонусами, як у Civilization, які ви отримуєте за вибір розміщення штаб-квартири XCOM на різних континентах, а також режимом „Залізна людина“».
Український сайт OpenGamer високо оцінив розвиток бази, тактичні бої але зауважив не вельми якісну графіку. «Попри те, що жанр тактичних стратегій нинішньому геймеру мало відомий, ця гра проявила доволі високий рівень пристосування до гравця. Гра одночасно цікава, незвичайна, певною мірою настільки ж складна, настільки й проста».